# Hyacinthe (film)
Pour les articles homonymes, voir Hyacinthe (homonymie).
Pour plus de détails, voir Fiche technique et Distribution.
Hyacinthe est une comédie dramatique française réalisée par Bernard Mazauric et sortie en 2024,.

## Fiche technique
Sauf indication contraire, les informations mentionnées dans cette section peuvent être confirmées par les bases de données cinématographiques IMDb et Allociné,  présentes dans la section « Liens externes ».
- Titre original : Hyacinthe
- Réalisation : Bernard Mazauric
- Scénario : Bernard Mazauric et Julia Bouffard
- Musique : Luc Martinez
- Décors : Axel Nicolet
- Costumes :
- Photographie : Jean-Claude Aumont
- Son : Alain Curvelier
- Montage : Marie-Pierre Renaud
- Production : Michel Champouret et Faramarz Khalaj
- Société de production : Torelor Films
- Société de distribution : Torelor Films
- Pays de production :  France
- Langue originale : français
- Format : couleur — 2,39:1 — son 5.1
- Genre : Comédie dramatique
- Durée : 97 minutes
- Dates de sortie :
  - Canada : 1er mai 2024 (Montréal)
  - France : 2 avril 2025

## Distribution
- Denis Lavant : Reda
- Patrice Quarteron : Hyacinthe
- Michel Jonasz : Monsieur Escudero
- David Ayala : Sacho
- Eriq Ebouaney : Cesaire
- Alexandre Medvedev : Vlad
- Hammou Graïa : Assad
- Fadila Belkebla : Leïla